# Ira Eaker
Ira Clarence Eaker (ur. 13 kwietnia 1896 w Field Creek w Teksasie, zm. 6 sierpnia 1987) – amerykański pilot wojskowy i generał.
W armii służył od 1917 r. Po I wojnie światowej jako lotnik dokonał szeregu rekordowych przelotów. Podczas II wojny światowej służył w lotnictwie bombowym w Europie m.in. jako dowódca (od 1944 do 1945) lotnictwa alianckiego w rejonie Morza Śródziemnego. W 1947 przeszedł w stan spoczynku. W 1948 r. uzyskał promocję na generała porucznika. 26 kwietnia 1985 nadano mu stopień generała (czterogwiazdkowego). Otrzymał liczne odznaczenia amerykańskie i zagraniczne.